# 計点制ルール
計点制ルール（けいてんせいルール）は囲碁のルールの一つで、従来のルールに合理的な改良を加えたもの。台湾の実業家で囲碁ルール研究家でもある応昌期が考案したことから応昌期ルール（応氏ルール）、台湾で主に使われることから台湾ルール、命名者のピンインの英略表記からSSTルールなどとも呼ばれる。
元になっているのはいわゆる中国ルールで、無勝負が生じないこと、判例による判断を不要としてすべて実戦的に解決するなどの工夫が為されている。

## 制定と採用
応昌期は1952年に囲碁ルール改良を目指し、1973年に発表、1977年には中国囲棋会で採用された。その後改良を重ね、1988年に完成した。
応自身や応昌期囲棋教育基金はこのルールの普及に努め、基金や台湾棋院で行われる棋戦（応昌期杯世界プロ囲碁選手権戦や世界青少年囲碁選手権大会など）に採用されている。またこのルールで無勝負が生じた場合には、対局者それぞれに5万ドルの賞金を出すとしている。
ヨーロッパ囲碁連盟では計点制ルールの簡易版が採用されている。
囲碁の国際普及やオリンピック種目化などのために国際統一ルールの制定が囲碁界の課題となっており、そこでは合理性において計点制が優れているが、文化的背景や対局の簡便性について考慮の余地があると考えられている。

## 特徴

### 基本的な考え方
勝敗の判定は、中国ルールと同様に、地の大きさと生き石の数で決める。

### 同形反復禁止
通常のコウ（劫）以外にも、3コウ、循環劫、長生などによる同型反復を禁止しており、日本ルールのように無勝負とならない。

### 自殺手
同形反復に抵触しない限り、自殺手は禁止されない。
例えば、図で黒aに打つ手は従来ルールでは禁止されるが、計点制では着手可能であり、例えばコウ材として打つことが出来たり、大ナカ小ナカによる攻め合いの結果が変わったりすることがある。
|  |  |  |  |  |  |  |  |  |
|  |  |  |  |  |  |  |  |  |
|  |  |  |  |  |  |  |  |  |
|  |  |  |  |  |  |  |  |  |
|  |  |  |  |  |  |  |  |  |
|  |  |  |  |  |  |  |  |  |
|  |  |  |  |  |  |  |  |  |
|  |  |  |  |  |  |  |  |  |
|  |  |  |  |  |  |  |  |  |

ただし同型反復禁止の制約により、石1個の自殺手は禁止となる。

### パスと終局
パスは認められ、双方が連続してパスをした場合に終局となる。
開始時に独自の碁笥を用いて黒白180個ずつの碁石を確認しておき、終局時にこれらの石を盤面の双方の地中に埋めて、残った空点の数で勝敗を判定する。

### コミとニギリ
コミは7目半（規則上は「黒が8目のコミを出し、同点の場合は黒の勝利とする」と定められている）。
先後の決定は、ニギリで当てた方が先手番か後手番を選択できる。

### 持ち時間
持ち時間には「基本時限」と「延長時限」が定められており、基本時限を超えて使うと罰点として2目が差し引かれる。延長時限は基本時限の6分の1で、用いてよいのは3回までであり、それを超えた場合は負けとなる。